# مطار جانت تيسكا
مطار جانت تيسكا (إياتا: DJG، إيكاو: DAAJ) هو مطار داخلي يقع على بعد 30 كلم جنوب مدينة جانت في أقصى الجنوب الشرقي للجزائر، وبالقرب من حدود ليبيا والنيجر.

## شركات الطيران
| شركات الطيران           | الوجهات                 |
| ----------------------- | ----------------------- |
| الخطوط الجوية الجزائرية | الجزائر، إليزي، تمنراست |
| طيران الطاسيلي          | الجزائر                 |